# Victor Sileghem
Victor Sileghem (Kortrijk, 16 augustus 1855 – aldaar, 1940) was een Belgisch beeldhouwer.

## Leven en werk
Victor Sileghem was een zoon van timmerman Victor Emanuel Sileghem en Adélaide Lucie Vandevenne. Hij werd opgeleid aan de Koninklijke Academie voor Schone Kunsten van Kortrijk (1872-1883) als leerling van Constant Devreese. Sileghem woonde en werkte zijn hele leven in Kortrijk en maakte onder meer neogotische bustes en reliëfs. Hij opende een beeldhouwatelier in Kortrijk voor christelijk-religieus werk, waar onder anderen Georges Vandevoorde en Lieven Colardyn enig tijd werkten.

## Enkele werken
- nisbeeld van Sint-Nicolaas in de oostelijke gevel van de kapel van het Sint-Niklaasinstituut aan de Voorstraat in Kortrijk.
- 1884? neogotische eiken biechtstoelen voor de Sint-Elooiskerk in Kortrijk.